# Zabrat
Zabrat 

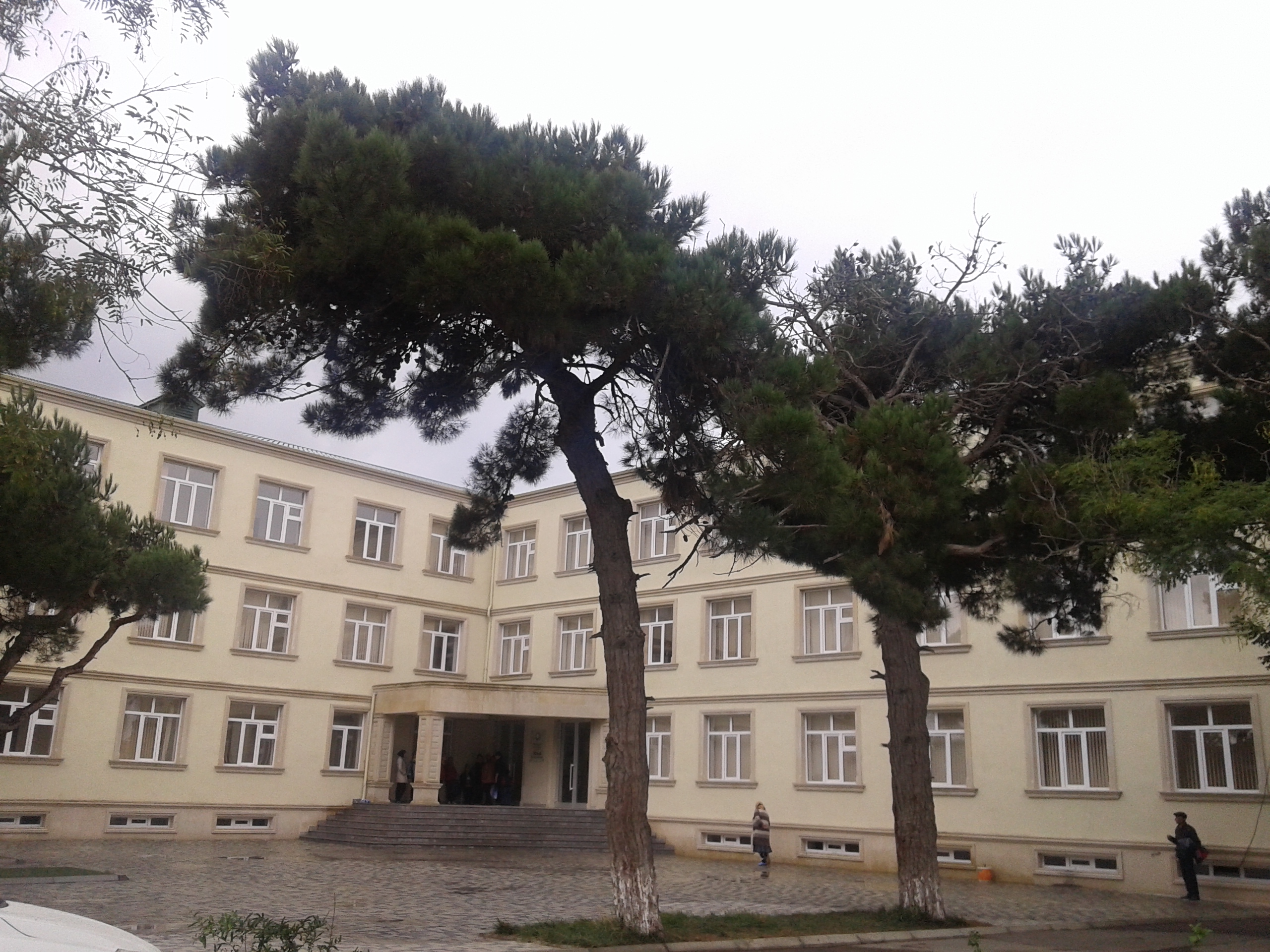

Zabrat (en azeri : Zabrat) est un village de type urbain depuis 1936 sous la subordination administrative du district de Sabunchu  de la ville de Bakou, en Azerbaïdjan. 

## Description
Le village possède une gare ferroviaire du même nom.
Selon la Grande Encyclopédie Soviétique, dans le village de Zabrat, il y a des usines de construction de machines et de fabrication d'instruments, du pétrole est produit. À l'heure actuelle, le village est officiellement divisé en deux parties - Zabrat 1 et Zabrat 2, chacune ayant ses propres institutions administratives, éducatives, médicales, communales et d'application de la loi.
En 2021, les infrastructures de cette région (à savoir Zabrat 1) sont largement développées, de nouveaux bâtiments ont été érigés, etc. L'un des bâtiments récemment érigés est Yeni Zabrat, de 10 étages construit dans un style moderne ; plus de 200 personnes y habitent. 

## Mosquée Hadji Taghi
La mosquée Hadji Taghi du XIXe siècle est située dans le village de Zabrat à Bakou. Elle a été construite au XIXe siècle. La zone intérieure est de 12x15,5 mètres. La mosquée du village de Zabrat est construite en pierre sciée sculptée. L'épaisseur des murs est de 1 mètre. Le sol de la mosquée est également fait de carreaux de pierre. Il y a une fenêtre principale dans la salle de prière principale. L'autel est fait de pierres sculptées et est situé dans la partie centrale. La chaire a huit marches et est en bois. La section des femmes de la mosquée est séparée de la section des hommes par une clôture en bois. Le plafond repose sur quatre piliers. Les colonnes sont reliées par douze arcs. La hauteur du sol au plafond est de 7 mètres et du sol au dôme de 11 mètres. Le dôme mesure 4,5 mètres de diamètre et possède huit fenêtres. Des inscriptions sont gravées dans plusieurs parties de la mosquée. L'une des inscriptions donne des informations sur l'histoire de la mosquée. Elle a été construite par Hadji Taghi, un villageois local. Pendant l'ère soviétique, il a été utilisé comme entrepôt, usine, caisse d'épargne et à d'autres fins. Dans les années 1990, ses activités ont été restaurées, ainsi que réparées et améliorées.

## Petite Mosquée
La Petite Mosquée a le même âge que Zabrat. On dit que cette mosquée a plus de six siècles. Hadji Kanan, l'un des anciens influents du village, dit que l'histoire de la dernière rénovation de la mosquée remonte à il y a quatre siècles. 

## D'autres monuments
- Mémorial aux victimes de la Grande Guerre patriotique
- Complexe commémoratif des martyrs du Karabakh